# François de Cauvigny de Colomby
François de Cauvigny, sieur de Colomby, né à Caen vers 1588 et mort en 1648, est un poète français, conseiller du roi et « orateur du roi pour les discours d'État ».

## Biographie
Il était parent de Malherbe, qui lui apprit à faire des vers et disait de lui « qu'il avait fort bon esprit, mais qu'il n'avait pas le génie à la poésie ». En dépit de la médiocrité de son talent, il était accueilli à l'hôtel de Rambouillet et réussit à la cour, où il se fit créer l'emploi d' « orateur du roi pour les discours d'État », emploi qui n'existait pas avant lui et fut supprimé à sa mort. Cette sinécure lui rapportait douze cents écus de pension. Sur la fin de sa carrière, il prit l'habit ecclésiastique, sans pourtant se faire prêtre, renonçant au monde et ne paraissant même plus aux assemblées de l'Académie française, dont il fut l'un des premiers membres.
« Il était de grande taille, et fort puissant, écrit Paul Pellisson, d'une humeur ambitieuse, et concerté en toutes ses actions. » Il existe de lui différentes pièces, dont un Discours de consolation, parues dans les recueils du temps. Son titre principal est un poème sur Les Plaintes de la captive Caliston à l'invincible Aristarque, écrit avec facilité et non sans entrain. En prose, sa traduction de l’Histoire de Justin fut longtemps estimée avant de tomber dans l'oubli.

## Œuvres
- Les Plaintes de la captive Caliston à l'invincible Aristarque (1605)
- Discours présenté au Roy avant son partement pour aller assieger Sedan (1606)
- Actions de grâces à Dieu pour les mariages du Roy et de Madame, et pour tous les heureux succès de la régence de la Reine (1612)
- Observations politiques, topographiques et historiques sur Tacite, ensemble la traduction de quelque partie du premier livre des Annales du même auteur (1613) [lire en ligne]
- Réfutation de l'astrologie judiciaire (1614)
- L'Histoire universelle de Trogue Pompée, réduite en abrégé par Justin et traduite en françois par le sieur de Collomby-Cauvigny (1616)
- Lettre à monseigneur le chancelier, par messire François de Cauvigny, seigneur de Coulomby, conseiller du roi (1624)
- De l'autorité des roys : premier discours (1631)
- Discours panégyrique au roi, par messire François de Cauvigny, seigneur de Coulomby, conseiller du roi en ses conseils, et son orateur pour les discours d'État (1631)